# Something (album)
Pour les articles homonymes, voir Something.
Albums de Shirley Bassey
Live At Talk Of The Town
(1970) Something Else
(1971)
Singles
Something est le quatorzième album studio de Shirley Bassey, sorti en 1970 et son premier grand succès de la décennie, étant classé no 5 au UK Albums Chart. L'album contient le single The Sea and Sand et, surtout, Something, qui reste 21 semaines au UK Singles Chart où il atteint le no 4.
Something Else sort en 33 tours et cassette audio stéréo. Aux États-Unis, il sort sous le titre Shirley Bassey Is Really "Something" avec une pochette différente (UAS 6765). Il est réédité par EMI en disque compact en 2002 avec un titre supplémentaire : The Fool on the Hill, sorti en single en janvier 1970 (avec What Are You Doing the Rest of Your Life ? en face B).

## Genèse
En 1966, Shirley Bassey avait quitté le label britannique Columbia d'EMI pour l'américain United Artists Records et s'assurer une promotion sur les marchés européen et américain. Les quatre premiers albums pour UA (I've Got A Song For You, And We Were Lovers, This Is My Life et Does Anybody Miss Me) ne rentrent pas dans les hit-parades au Royaume-Uni, aussi est-il décidé

## Liste des chansons

### Face A
1. Something (George Harrison)
2. Spinning Wheel (David Clayton-Thomas)
3. Yesterday I Heard the Rain (Armando Manzanero, Gene Lees)
4. The Sea and Sand (Johnny Harris, Tony Colton, Raymond Smith)
5. My Way (Jacques Revaux, Claude Francois, Gilles Thibaut, Paul Anka)
6. What About Today? (David Shire, Richard Maltby, Jr.)

### Face B
1. You and I (Leslie Bricusse)
2. Light My Fire (The Doors)
3. Easy to Be Hard (Galt MacDermot, Gerome Ragni, James Rado)
4. Life Goes On (Mikis Theodorakis, Martin)
5. What Are You Doing the Rest of Your Life ? (Michel Legrand, Alan Bergman, Marilyn Bergman)
6. Yesterday, When I Was Young (Charles Aznavour, Herbert Kretzmer), qui est une version anglaise de la chanson Hier encore

### Titres supplémentaires sur CD
1. The Fool on the Hill (John Lennon, Paul McCartney)

## Personnel
- Shirley Bassey – chant
- Noel Rogers - producteur
- Johnny Harris – producteur, arrangements, orchestration
- Heads, Hands & Feet :
  - Ray Smith - guitare
  - Albert Lee - guitare
  - Pete Gavin - tambour
  - Chas Hodges - guitare basse, violon